# Awdijiwka (Nowhorod-Siwerskyj)
Awdijiwka (ukrainisch Авдіївка; russisch Авдеевка Awdejewka) ist ein Dorf im Osten der ukrainischen Oblast Tschernihiw mit etwa 2178 Einwohnern (2016).
Das 1674 erstmals schriftlich erwähnte Dorf (eine weitere Quelle nennt das Jahr 1596) hatte Ende des 19. Jahrhunderts 2825 Einwohner und 1971 lebten hier 2717 Menschen. Vom 26. August 1941 bis zum 18. September 1943 war das Dorf von der Wehrmacht besetzt.
Die Ortschaft liegt auf einer Höhe von 171 m auf halber Strecke zwischen dem 40 km südwestlich liegenden ehemaligen Rajonzentrum Sosnyzja und der nordöstlich gelegenen Stadt Nowhorod-Siwerskyj. Das Oblastzentrum Tschernihiw befindet sich 125 km westlich von Awdijiwka.
Im Dorf trifft die Territorialstraße T–25–19 auf die Regionalstraße P–12.
Am 12. Juni 2020 wurde das Dorf ein Teil der neugegründeten Siedlungsgemeinde Ponornyzja, bis dahin bildete es die gleichnamige Landratsgemeinde Awdijiwka (Авдіївська сільська рада/Awdijiwska silska rada) im Norden des Rajons Sosnyzja.
Am 17. Juli 2020 kam es im Zuge einer großen Rajonsreform zum Anschluss des Rajonsgebietes an den Rajon Nowhorod-Siwerskyj.